# Pogonotriccus chapmani
Pogonotriccus chapmani е вид птица от семейство Tyrannidae.

## Разпространение
Видът е разпространен в Бразилия, Венецуела и Гвиана.